# 咲いて
「咲いて」（さいて）は、仮面ライダーGIRLSの3枚目のシングル。2012年3月14日にavex entertainmentから発売された。

## 概要
表題曲「咲いて」は、eversetの同名の楽曲をカヴァー。また、遠藤三貴加入後、5人体制で初のシングル。衣装は『仮面ライダーフォーゼ』の主人公、如月弦太朗をイメージした学ラン。イメージカラーは、名倉、吉住、井坂、安田は「Let's Go RiderKick 2011」と同様、遠藤はオレンジ。仮面ライダーフォーゼ26話の挿入歌として使われ、作中では、天ノ川学園のプロム伝統の曲となっている。
仮面ライダーフォーゼ最終話でも使用された。
CD+DVDとCD単体の2形態で販売されている。

## 収録内容-CD
1. 咲いて [4:58]
作詞：緋村剛、長野典二、作曲：長野典二、編曲：鳴瀬シュウヘイ
テレビ朝日系列特撮テレビドラマ『仮面ライダーフォーゼ』挿入歌[3]、TBS系列料理番組『チューボーですよ!』エンディングテーマ（2012年4月 - 6月、KRガールズ名義[4]）[5]

1. O.K Alright feat.everset [4:28]
作詞：藤林聖子、作曲：tatsuo、編曲：tatsuo、鳴瀬シュウヘイ
2. 咲いて instrumental
3. O.K Alright feat.everset instrumental

## 収録内容-DVD
1. 咲いて [5:16]